# Горошек узколистный

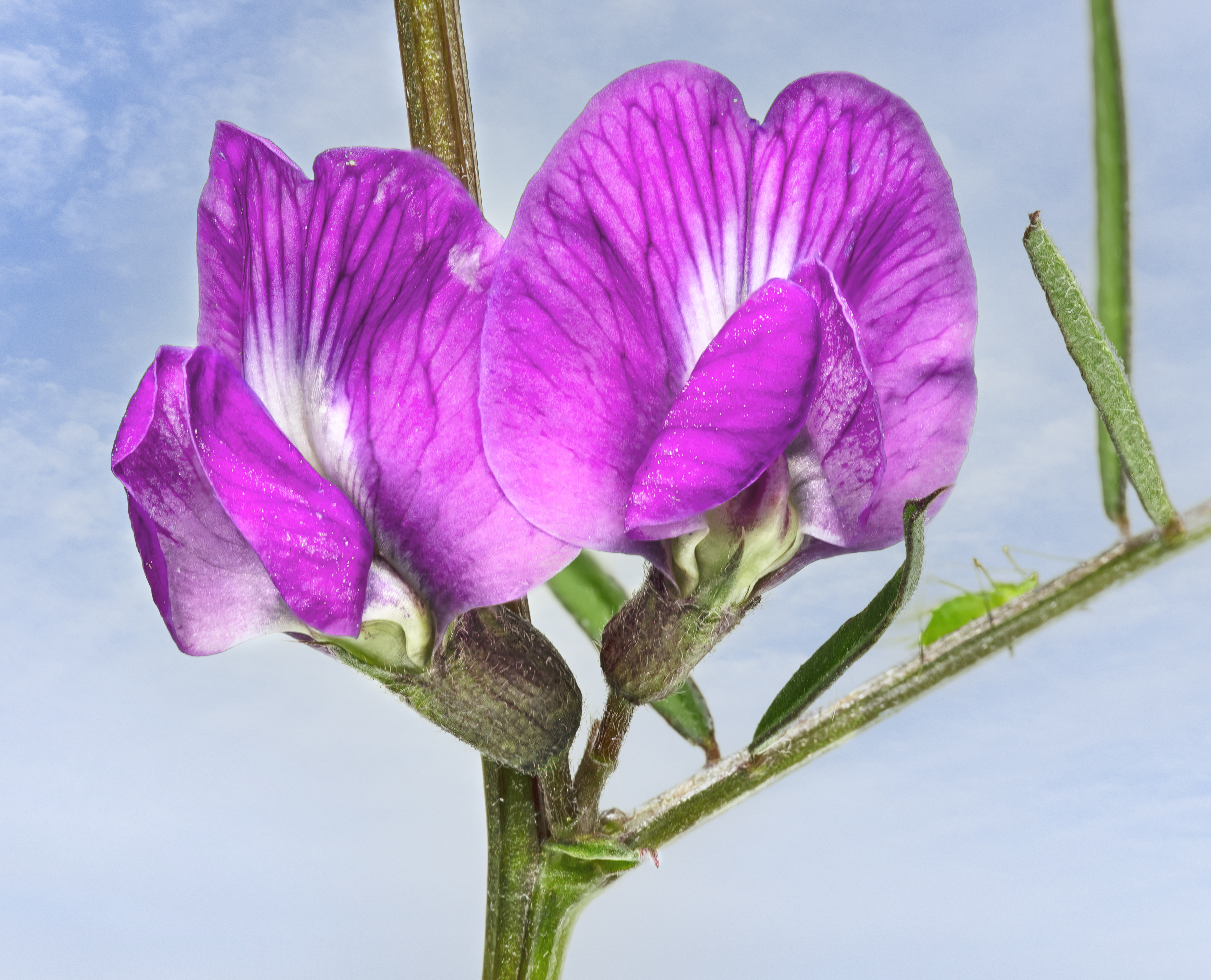
Горошек узколистный, цветки крупным планом

Горошек узколистный (Vicia sativa subsp. nigra) — вьющееся травянистое растение, подвид вида Горошек посевной (Vicia sativa) рода Горошек (Vicia) семейства Бобовые (Fabaceae). Русское название таксона указано по устаревшему названию Vicia angustifolia, переводом актуального научного названия является Горошек посевной подвид чёрный. Растение также встречается под названием Горошек чёрный.

## Описание
Однолетнее травянистое растение с приподнимающимся или восходящим вьющимся стеблем, в сечении более или менее угловатым, до 80 см длиной, голым или волосистым.
Листья с 3—6 парами листочков, на конце с простым или разветвлённым усиком, общая длина листа — 2,5—5,5 см. Прилистники полустреловидные, ланцетные, с острым концом, 3—5×1—3 мм, с желтоватым, коричневым или пурпурным нектарником. Листочки 6—34×0,7—8 мм, от обратносердцевидных до линейных, с тупым, усечённым или выемчатым концом, часто с остриём на конце.
Соцветия малоцветковые (до 2—4 цветков), почти сидячие, у поздних цветков иногда на цветоносе до 5 см длиной. Цветоножки 1—2 мм длиной. Общая длина цветка от основания чашечки до конца лепестков крыльев — 12—18 мм. Чашечка 5,5—11 мм длиной, волосистая, с трубкой 4—6 мм длиной, с почти равными узкотреугольными шиловидными зубцами, как правило, более короткими, чем трубка. Венчик пурпурный, при высыхании синий. Флаг, как правило, перпендикулярен крыльям, 10—22 мм длиной и 5,5—11,5 мм шириной, обратнояйцевидно-лопатчатой формы, пластинка длиннее ноготка. Крылья 8,5—19×2,5—5,5 мм, пластинка длиннее ноготка, окраска едва темнее, чем у флага. Киль 6—13×2,5—2,5 мм, заострённый, пластинка короче ноготка. Пыльники продолговато-эллиптические, 0,3—0,4 мм длиной. Завязь опушённая.
Боб 24—52×3,5—5,5 мм, продолговато-линейный, к созреванию голый или почти голый, между семенами не сдавленный, тёмно-коричневый до чёрного. Семена округлые до эллиптических и продолговатых, сплющенные, гладкие, тёмно-красновато-коричневые.

### Близкие таксоны
Близкий Vicia sativa subsp. segetalis (Thuill.) Dostál, 1984 = Vicia segetalis Thuill., 1799 отличается контрастирующим с ярко-розовыми крыльями бледно-розовым с тёмными жилками флагом, расположенным под острым углом по отношению к крыльям, а также чёрными нектарниками.
Vicia sativa subsp. sativa отличается более крупными цветками (длина от основания чашечки до концов лепестков лодочки более 18 мм) с контрастным венчиком и чёрными нектарниками, как у Vicia segetalis, а также отчётливо бугорчатыми уже в незрелом состоянии, к зрелости серо-коричневыми бобами 6—9 мм шириной.
Vicia sativa subsp. sallei (Timb.-Lagr.) Kerguélen, 1994 = Vicia sallei Timb.-Lagr., 1867 отличается более мелкими цветками (длина от основания чашечки до конца лодочки не более 11,5 мм), спереди розовыми, с обратной стороны светло-розовато-сиреневыми. Флаг под острым углом к лодочке. Нектарники беловато-жёлтые или беловато-зелёные. Помимо раскрывающихся цветков позднее образуются мелкие клейстогамные цветки. Бобы 17—33 мм длиной, густо покрыты серебристо-белым опушением на чёрном фоне, могут образовываться и из клейстогамных цветков.
Vicia sativa subsp. amphicarpa (Dorthes) Asch., 1909 = Vicia amphicarpa Dorthes, 1789 отличается более яркими цветками, а также образованием подземных побегов с клейстогамными цветками.
Vicia lathyroides L., 1753 отличается мелкими сиреневыми цветками до 7 мм длиной, а также семенами с папиллами.

## Классификация

### Таксономия
Vicia sativa subsp. nigra Ehrh., 1780, Hannover. Mag. 18: 229
Таксон Горошек посевной подвид чёрный относится к виду Горошек посевной (Vicia sativa) рода Горошек (Vicia) подсемейства Мотыльковые (Papilionoideae) семейства Бобовые (Fabaceae) порядка Бобовоцветные (Fabales). Таксономическая схема в соответствии с Системой APG IV по состоянию на декабрь 2023 года:
|  |                                      |  |                                   |                                   |                   |  | ещё 3 семейства | ещё 3 семейства   |                          |  |  |  | еще 523 рода                                                    | еще 523 рода                   |  |  |
|  |                                      |  |                                   |                                   |                   |  | ещё 3 семейства | ещё 3 семейства   |                          |  |  |  | еще 523 рода                                                    | еще 523 рода                   |  |  |
|  |                                      |  |                                   | порядок Бобовоцветные             |                   |  |                 |                   | подсемейство Мотыльковые |  |  |  |                                                                 | Горошек посевной подвид чёрный |  |  |
|  |                                      |  |                                   | порядок Бобовоцветные             |                   |  |                 |                   | подсемейство Мотыльковые |  |  |  |                                                                 | Горошек посевной подвид чёрный |  |  |
|  | отдел Цветковые, или Покрытосеменные |  |                                   |                                   | семейство Бобовые |  |                 |                   | род Горошек              |  |  |  |                                                                 |                                |  |  |
|  | отдел Цветковые, или Покрытосеменные |  |                                   |                                   |                   |  |                 |                   |                          |  |  |  |                                                                 |                                |  |  |
|  |                                      |  | ещё 63 порядка цветковых растений | ещё 63 порядка цветковых растений |                   |  |                 | еще 5 подсемейств | еще 5 подсемейств        |  |  |  | еще 296 подтвержденных видов и 52 вида, ожидающих подтверждения |                                |  |  |
|  |                                      |  |                                   | ещё 63 порядка цветковых растений |                   |  |                 |                   | еще 5 подсемейств        |  |  |  |                                                                 |                                |  |  |